# خيرية خيري
خيرية خيري صحفية مصرية وممثلة لمعت في خمسينات القرن العشرين. تخرجت من المدارس الأجنبية وأتقنت اللغة الإنجليزية، عملت في مجال الصحافة بصحيفة أخبار اليوم في نوفمبر 1955. عملت بالتمثيل في السينما منذ 1948 حتى 1966 وخلال هذه الفترة قدمت 20 فيلم.
توفت في 24 ديسمبر 2012.

## أهم أعمالها السينمائية
- فيلم «ليلى العامرية» للمخرج نيازي مصطفى عام 1948، قامت بدور أم قيس.
- فيلم «جعلوني مجرماً» للمخرج عاطف سالم عام 1954، قامت بدور أم صبري خادمة ياسمينا.
- فيلم «المبروك» للمخرج حسن رضا عام 1959، قامت بدور زوجة الحاج سالم.
- فيلم «رجل في حياتي» للمخرج يوسف شاهين عام 1961، قامت بدور الدادا أم الخير.
- فيلم «القاهرة 30» للمخرج صلاح أبو سيف عام 1966.

## وصلات خارجية
- https://elcinema.com/person/1046191/ خيرية خيري
- https://dhliz.com/artist/khaireya_khairy/ خيرية خيري
- https://www.imdb.com/name/nm9343227/?ref_=nv_sr_srsg_0 خيرية خيري
- https://karohat.com/Person/6ec254a1-8b3e-4b9f-8969-9d2f03b7ca28 نسخة محفوظة 20 أغسطس 2021 على موقع واي باك مشين. خيرية خيري